# Аксу (Анталья)
Аксу́ (тур. Aksu) — район в провинции Анталья (Турция), в настоящее время — часть города Анталья.

## География
Аксу расположен на 36°57′ северной широты и 30°51′ восточной долготы на турецкой государственной автомагистрали D.400, которая соединяет Анталию с Мерсином. Расстояние до центра Анталии составляет около 18 километров (11 миль). На территории района протекает одноимённая река. Население Аксу на 2022 год составляет 77623 человека.

## Территориальное деление
В состав Аксу входят 35 микрорайонов (махалле):
- Алайлы
- Алтынташ
- Ататюрк
- Барбарос
- Бозтепе
- Чалкая
- Чамкёй
- Джихадие
- Джумхуриет
- Думанлар
- Фатих
- Феттахлы
- Гёкдере
- Гюлолук
- Гюзельбрт
- Хаджиалилер
- Ихсание
- Карачаллы
- Караоз
- Каядиби
- Кемерагзы
- Конак
- Кумкёй
- Кунду
- Куршунлу
- Маджун
- Мандырлар
- Муртуна
- Пынарлы
- Согуджаксу
- Солак
- Топаллы
- Енидуманлар
- Ешилькараман
- Юртпынар

## Достопримечательности
- Руины античного города Перге — древнейшего города времен римской империи, в котором сохранились исторические постройки, торговая площадь, древний театр и стадион.
- Водопад Куршунлу.